# August Koburg-Koháry
August Wiktor Ludwik Koburg-Koháry, niem. August Viktor Ludwig von Saxe-Coburg und Gotha-Koháry (ur. 13 czerwca 1818 w Wiedniu, zm. 26 lipca 1881 w Ebenthalu) – niemiecki wojskowy w służbie saskiej, generał major; arystokrata, członek dynastii koburskiej, tytularny książę Koháry 1862–1881.

## Życiorys
Urodził się jako drugi syn Ferdynanda Jerzego Koburga (1785–1851), austriackiego generała kawalerii, i Marii Antoniny (1797–1862), księżnej Koháry. Miał troje rodzeństwa, siostrę Wiktorię (1822–1857) oraz braci Ferdynanda (1816–1885) i Leopolda (1824–1884). 16 czerwca 1818 został ochrzczony w katedrze św. Szczepana w Wiedniu. Jego rodzicami chrzestnymi była babka Augusta Reuss-Ebersdorf (1757–1831) oraz ciotki Wiktoria (1786–1861) i Ludwika (1800–1831).
W 1862 odziedziczył po zmarłej matce tytuł księcia Koháry wraz z rozległymi dobrami ziemskimi w Królestwie Węgier. Został członkiem honorowym Węgierskiego Towarzystwa Geologicznego. Ufundował budowę katolickiego kościoła św. Augustyna w Koburgu, ukończonego w 1860, który stał się mauzoleum rodowym Koburgów-Kohárych.

## Rodzina
28 kwietnia 1843 w Saint-Cloud ożenił się z Klementyną Orleańską (1817–1907), córką Ludwika Filipa I (1773–1850) i Marii Amelii Burbon-Sycylijskiej (1782–1866). Z małżeństwa pochodzi pięcioro dzieci, dwie córki i trzej synowie:
- Ferdynand Filip (1844–1921), ks. Koháry ⚭ Ludwika belgijska (1858–1924), córka Leopolda II;
- Ludwik August (1845–1907) ⚭ Leopoldyna Teresa Bragança (1847–1871), córka Piotra II;
- Klotylda Maria (1846–1927) ⚭ Józef Karol Habsburg (1833–1905), palatyn Węgier;
- Maria Amelia (1848–1894) ⚭ Maksymilian Emanuel Wittelsbach (1849–1893), syn Maksymiliana;
- Ferdynand (1861–1948) car Bułgarów ⚭ 1) Maria Ludwika Burbon-Parmeńska (1870–1899), córka Roberta I, 2) Eleonora Reuss-Köstritz (1860–1917), córka Henryka IV[3].

## Odznaczenia
- Krzyż Wielki Orderu Ernestyńskiego (luty 1836)
- Krzyż Wielki Orderu Wieży i Miecza (23 kwietnia 1836)
- Krzyż Wielki Legii Honorowej (maj 1840)
- Wielka Wstęga Orderu Leopolda (3 czerwca 1844)
- Kawaler Orderu Korony Rucianej (1848)
- Kawaler Orderu Złotego Runa (1860)
- Krzyż Wielki Orderu Krzyża Południa
- Baliw Wielkiego Krzyża Honoru i Dewocji

## Genealogia
| Prapradziadkowie                 | ks. Saksonii-Koburg-Saalfeld Franciszek Jozjasz (1697–1764) ∞1723 Anna Zofia Schwarzburg-Rudolstadt (1700–1780) | ks. Brunszwiku-Lüneburga Ferdynand Albert II (1680–1735) ∞1712 Antonina Amalia z Brunszfiku-Wolfenbüttel (1696–1762) | hr. Reuss-Ebersdorf Henryk II (1699–1747) ∞1721 Zofia z Castell-Remlingen (1703–1777)         | hr. Erbach-Schönberg Jerzy August (1691–1758) ∞1719 Ferdynanda z Stolberg-Gedern (1699–1750)  | András József Koháry (1694–1757) ∞ok. 1720 Margareta Therese Thavonath (ok. 1700–?)   | N. Caviriani ∞? N.N.                                                                  | František Josef Waldstein-Wartenberg (1709–1771) ∞1729 Marie Františka Trauttmansdorff (1704–1757) | Anton Corfiz von Ulfeldt (1699–1760) ∞1743 Marie Alžběta Lobkovic (1726-1786)          |
| Pradziadkowie                    | ks. Saksonii-Koburg-Saalfeld Ernest Fryderyk (1724–1800) ∞1749 Zofia z Brunszfiku-Wolfenbüttel (1724–1802)      | ks. Saksonii-Koburg-Saalfeld Ernest Fryderyk (1724–1800) ∞1749 Zofia z Brunszfiku-Wolfenbüttel (1724–1802)           | hr. Reuss-Ebersdorf Henryk III (1724–1779) ∞1754 Karolina z Erbach-Schönberg (1727–1796)      | hr. Reuss-Ebersdorf Henryk III (1724–1779) ∞1754 Karolina z Erbach-Schönberg (1727–1796)      | Ignác József Koháry (1726–1777) ∞ok. 1750–1760 Maria Gabriella Cavriani (1736–1803)   | Ignác József Koháry (1726–1777) ∞ok. 1750–1760 Maria Gabriella Cavriani (1736–1803)   | Jiří Kristián Waldstein-Wartenberg (1743-1791) ∞1765 Elisabeth von Ulfeldt (1747–1791)             | Jiří Kristián Waldstein-Wartenberg (1743-1791) ∞1765 Elisabeth von Ulfeldt (1747–1791) |
| Dziadkowie                       | ks. Saksonii-Koburg-Saalfeld Franciszek (1750–1806) ∞1776 Augusta Reuss-Ebersdorf (1757–1831)                   | ks. Saksonii-Koburg-Saalfeld Franciszek (1750–1806) ∞1776 Augusta Reuss-Ebersdorf (1757–1831)                        | ks. Saksonii-Koburg-Saalfeld Franciszek (1750–1806) ∞1776 Augusta Reuss-Ebersdorf (1757–1831) | ks. Saksonii-Koburg-Saalfeld Franciszek (1750–1806) ∞1776 Augusta Reuss-Ebersdorf (1757–1831) | Ferenc József Koháry (1767–1826) ∞1792 Maria Antonia Waldstein-Wartenberg (1771–1854) | Ferenc József Koháry (1767–1826) ∞1792 Maria Antonia Waldstein-Wartenberg (1771–1854) | Ferenc József Koháry (1767–1826) ∞1792 Maria Antonia Waldstein-Wartenberg (1771–1854)              | Ferenc József Koháry (1767–1826) ∞1792 Maria Antonia Waldstein-Wartenberg (1771–1854)  |
| Rodzice                          | Ferdynand Jerzy Koburg (1785–1851) ∞1815 Maria Antonina Koháry (1797–1862)                                      | Ferdynand Jerzy Koburg (1785–1851) ∞1815 Maria Antonina Koháry (1797–1862)                                           | Ferdynand Jerzy Koburg (1785–1851) ∞1815 Maria Antonina Koháry (1797–1862)                    | Ferdynand Jerzy Koburg (1785–1851) ∞1815 Maria Antonina Koháry (1797–1862)                    | Ferdynand Jerzy Koburg (1785–1851) ∞1815 Maria Antonina Koháry (1797–1862)            | Ferdynand Jerzy Koburg (1785–1851) ∞1815 Maria Antonina Koháry (1797–1862)            | Ferdynand Jerzy Koburg (1785–1851) ∞1815 Maria Antonina Koháry (1797–1862)                         | Ferdynand Jerzy Koburg (1785–1851) ∞1815 Maria Antonina Koháry (1797–1862)             |
| August Koburg-Koháry (1818–1881) | | |                                                                                               |                                                                                               |                                                                                       |                                                                                       | |                                                                                        |